# Xanəgah (Culfa)

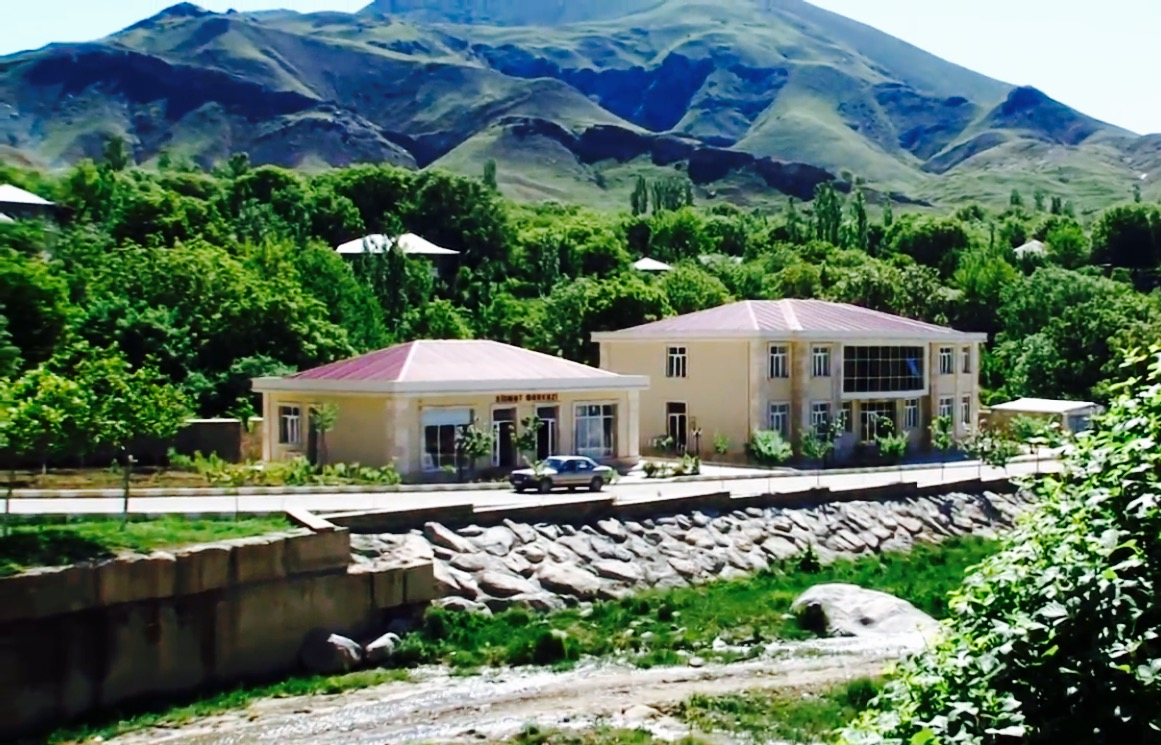
Xanəgah (2016)

Xanəgah (auch Khanaga oder Khanakakh) ist ein Dorf mit 1181 Einwohnern im Bezirk Culfa in Aserbaidschan. Nahe dem Dorf liegt der Grabkomplex von Xanəgah. 